# Oléoduc Est-Ouest

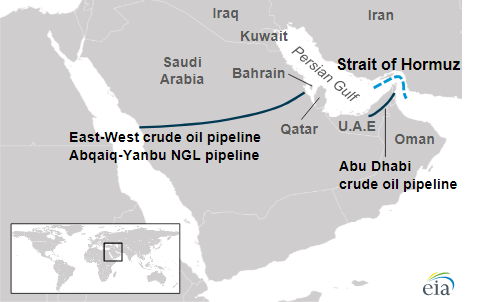
L'oléoduc Est-Ouest (à gauche) et l'oléoduc Habshan–Fujairah des Émirats arabes unis (à droite)

L’oléoduc Est-Ouest (en arabe خط أنابيب النفط الخام بين الشرق والغرب, DMG Ḫaṭṭ Anābīb an-Nafṭ al-Ḫām baina š-Šarq wa-l-Ġarb), également connu sous le nom de Petroline, est un pipeline de 1 201 km de long de 48 pouces (120 cm) de diamètre ouvert en 2012. Il relie le gisement de pétrole d'Abqaiq à l'est du pays (près du Bahreïn et du Qatar sur la cote du golfe Persique) à travers la péninsule arabique jusqu'au port de Yanbu sur la mer Rouge (à l'ouest). Il a été construit pendant la guerre Iran-Irak. Il permet de contourner la route d'Ormuz et échapper aux menaces iraniennes potentielles.
Le pipeline a été converti pour transporter du gaz naturel, mais a été modifié à nouveau pour transporter du pétrole brut. Il a une capacité de 5 millions de barils/jour.

## Attaque par drones en mai 2019
Le 14 mai 2019, deux stations de pompage sur le pipeline près de Dodami et d’Afif ont été attaquées par des drones. L'incendie qui a éclaté s'est rapidement éteint. Le pipeline a temporairement cessé de fonctionner. Le même jour, sept drones ont attaqué le port de Yanbu.